# プロジェクトA2 史上最大の標的
『プロジェクトA2 史上最大の標的』（プロジェクトエーツー しじょうさいだいのひょうてき、原題：A計劃續集、英題：Project A II）は、1987年に香港で公開された映画。前作『プロジェクトA』の続編だが、前作とは一部の設定を除いて継承している部分は少ない。

## 概要
ジャッキーは「続編映画は作らない」という考えを持っていたが、たくさんの映画に出演しているうちに「続編映画を作ってみたい」という考えを持ったという。そして、制作されたのが今作である。
前作に出演していたサモ・ハン・キンポーとユン・ピョウは同時期に制作されていた『イースタン・コンドル』のフィリピン・ロケ撮影のため、出演していない。

## ストーリー
20世紀初頭、清朝末期の香港。犯罪多発地区である西地区を統治する警察署長のチン（デヴィッド・ラム）は暗黒街のボスと結託して絶大な権力を握っていた。その無法ぶりに頭を悩ませた警察局長（トン・ピョウ）は前作で海賊の討伐に貢献した水上警察のドラゴン（ジャッキー・チェン）を新署長に任命すると同時に、チンに対しては彼が屯していた西地区からランタオ島へ左遷し銃もとりあげる。チンのいた西警察署では新人1名を除いて下記のタイガー（チャーリー・チャン）一味との賄賂と癒着で腐敗して、市民に対して威張り散らしていた。ドラゴンと彼が引き連れた部下はその西警察官が「募金を募っているだろう。」とある花売りの女性・ソウリン（実は下記の革命党員）（カリーナ・ラウ）を恫喝しているのを見かねてかばうと、それを根に持った警察官にしょっ引かれる。そこでドラゴンたちは身分を明かして新署長となるが、新人を除く警察官はドラゴンたちの言う事を聞きそうにない、そのためドラゴンたちと新人はタイガー一味の摘発に乗り出す。
ドラゴンはまず警察と黒社会（赤線旅館をねぐらとするタイガー一味）の癒着を断ち、見事に犯罪組織の一掃に成功する。続いて警視総監邸で行われる舞踏会の警備に取り掛かるが、そこには彼の活躍によって西警察官も認めざるを得なくなり退散する羽目になって恨みを抱くチンによる、軍資金を必要とする打倒清朝派のマンに対してドラゴンを罠にはめるように誘導した上での陰謀が待ち構えており、ドラゴンは宝石泥棒の冤罪をきせられてしまう。
更にチンはドラゴンを抹殺するため、彼を刑務所に連行する途中で袋詰めにして川に投げ込むが、その様子を見ていた打倒清朝派の革命党員達にドラゴンは救出される。
一方チンは清朝の密偵らと手を結び、打倒清朝派の革命党員とその支持者の狩り出しを始める。打倒チンという面で革命派と利害が一致しているドラゴンは彼らと協力して立ち向かうが、彼らの前には清朝の密偵や、果ては前作でドラゴンに討伐された海賊の残党までもが立ちはだかった。
海賊の残党は前作で胴元だったサンの仇討ちにと香港に上陸、マンホール生活をしながらドラゴンを打倒する機会を狙っていた。チンがドラゴンを刑務所へ連行するところに出くわして追跡するが見逃してしまう。ところが仲間の一人がマラリアにかかってしまい、薬代に困っていたところ打倒清朝派の経営する薬店で偶然、助け出されたドラゴンに「俺がおごる」と言われ、ドラゴンに薬をおごってもらったので、仲間は助かった。海賊の残党は「ドラゴンへの仇討ちよりも、生活を立て直す方がすべきではないか」と思うようになり、ドラゴンが清朝の密偵に追われているところに出くわすと、ドラゴンを救出した。
一方、チンと清朝の密偵はドラゴンを殺すべく追跡するが、チンと組んでいた部下、幹部が次々と逮捕されたことで、チンも検挙される。密偵は「チンはわしの部下なので釈放してほしい」と警察局長に懇願するが、憤慨した警察局長に殴られて退散。宝石窃盗事件についてはチンによる濡れ衣であることが判明してドラゴンは釈放され、そこへ元海賊が合流。元海賊はドラゴンをどついて「これで手打ちにする。」と言い、立ち去って一件落着する。

## キャスト
| 役名                         | 俳優                         | 日本語吹替 | 日本語吹替   |
| 役名                         | 俳優                         | ソフト版   | フジテレビ版 |
| ---------------------------- | ---------------------------- | ---------- | ------------ |
| ドラゴン（馬如龍）           | ジャッキー・チェン           | 石丸博也   | 石丸博也     |
| サンサン（綺珊）             | マギー・チャン               | 小林沙苗   | 麻上洋子     |
| パク（白影紅）               | ロザムンド・クワン           | 日野由利加 | 榊原良子     |
| チン（鎮三環）               | デヴィッド・ラム             | 池田秀一   | 富山敬       |
| ソウリン（秋玲）             | カリーナ・ラウ               | 林真里花   | 佐々木るん   |
| 革命党員                     | レイ・ロイ                   | 森川智之   | 玄田哲章     |
| 大口                         | マース                       | 岡哲也     | 荒川太朗     |
| ひょうきん                   | タイ・ポー                   |            | 竹村拓       |
| ホー巡査                     | ケニー・ホー                 | 佐藤拓也   | 大塚芳忠     |
| タイガー“西環の虎"（歐心虎） | チャーリー・チャン           | 山路和弘   | 小室正幸     |
| 警察局長（董署長）           | トン・ピョウ                 | 宝亀克寿   | 富田耕生     |
| 特使                         | ラウ・シウミン               | 佐々木敏   | 西川幾雄     |
| 保安司令                     | ボジダール・スミルジャニック | 小川真司   | 中村正       |
| 海上警察司令官               | クワン・ホイサン             | 樋浦勉     | 石井敏郎     |
| 警部補                       | ウォン・サン                 | 秋元羊介   | 辻村真人     |
| 鬼熊                         | ワン・ロンウェイ             | 山野井仁   | 梁田清之     |
| 保安司令の娘                 | レジーナ・ケント             |            | 井上喜久子   |
| パール                       | イザベラ・ウォン             | 本田貴子   | 井上喜久子   |
| 刑務所長                     | ジョー・レドナー             | 遠藤大智   | 小室正幸     |
| 陸上警察職員                 | リッキー・ホイ               | 森川智之   | 稲葉実       |

- ソフト版：販売版DVD・BD収録

演出：市来満
- フジテレビ版：初回放送1989年5月13日『ゴールデン洋画劇場』

フジテレビ版ではサンサンと警察局長が歌を歌うシーンのBGMはノンBGMになっている。
エクストリーム・エディションBD収録 (約97分)

## スタッフ
- 監督・原案・製作・脚本・武術指導・アクション監督：ジャッキー・チェン
- 製作・脚本：エドワード・タン
- 製作総指揮：レイモンド・チョウ、レナード・ホー
- 武術指導：マース、ベニー・ライ、クリス・リー、ロッキー・ライ、ダニー・チョウ、ラム・クォクバン
- 製作会社：ゴールデン・ハーベスト/威禾電影有限公司、ゴールデン・ウェイ/威禾電影製作

### 受賞
- 【第七屆香港電影金像獎】最佳動作設計（ベスト・アクション・デザイン）：成家班
- 【第二十四屆金馬獎】優等劇情片

## 日本試写キングス版、深夜上映版について
87年発行インタナーナショナルファンクラブ会報29号のジャッキー本人の発言によると一般公開された完成版以外に1987年8月7日の一般試写「ローヤルチャリティープレミア」で上映された「キングス版」と「日本での深夜上映版」の２バージョンを制作したとのこと。1987年8月18日に東京の4劇場「日比谷映画」、「新宿オデオン」、「新宿ロマン」、「渋谷パレス座」で先行オールナイト上映が行われていることからジャッキーの言う「日本での深夜上映版」はこの件と推測される。
本作は世界で一番先に試写が行われたのが日本であったが、この試写版は完成版とは中盤の展開が大きく異なる。完成版では、中盤で署長の策略で刑務所長に引き渡されたドラゴンはそのまま袋詰めにされて川に放り込まれてしまうが、試写版では刑務所長がそのまま刑務所に連れて帰り、死刑囚とすり替えてしまう。やがて処刑の時が来てドラゴンは刑場へ引き出されてしまうが、革命党員が刑務所の処刑担当者にすり替わっていたため辛くも一命を取り留め、救われる。一方チンは証拠隠滅のため刑務所長を暗殺してしまう、というくだりになっていた。
だがジャッキーは、一旦完成した本作の試写の後、終盤の格闘戦を拡大することを決め、中盤の刑務所シーンを全削除、当初は殺される役回りだった刑務所長をラストシーンで復活させるために追加撮影するなど大幅な改訂を加えた。これにより刑務所のくだりのある日本試写版は、世界中では日本だけが一般観客の目に触れることになった珍しいバージョンとなった。
日本の一般公開版もギリギリになって、ジャッキーが改訂を加えた公式版に差し換えられたが、パンフレットの訂正が間に合わず、ストーリー紹介の欄には刑務所のくだりや劇中写真が記載されているほか、劇場用予告編でも処刑台に繋がれたジャッキー扮するドラゴンがもがくシーンなどがそのまま最後まで使用された。後に修正版が出されたが、これは発行部数が少ないため入手困難である。
「キングス版」、「日本での深夜上映版」ともにソフト化はされていない。

## 作品解説
- 1985年9月、『サンダーアーム/龍兄虎弟』の撮影中に大けがをした際に空いた時間や病院の中で作品の構想を練っていた。
- 1986年10月3日にクランクインし、撮影は徹底した極秘体制で進められ、翌1987年6月にクライマックスシーンを撮影、日本公開の直前の7月9日にクランクアップしている。そのため、日本公開時の宣伝には「極秘撮影完了」の文句が使用された。
- 香港映画史上最高額となる1億香港ドル（当時のレートで日本円にして約18億円）を超える巨額の製作費が投入されている。
- 撮影に参加したエキストラは5000人以上。スタッフは前作の2倍以上で「A2計画チーム」と呼ばれるスタッフは7500名にものぼる。
- 作品中盤の舞踏会のシーンでは、最高級の木材を使用し、大ホールには3ヶ月の準備を要した。また、イギリス本土より1900年代のアンティーク家具や調度品が集められ、徹底した本物志向が貫かれている。衣装代だけでも400～500万香港ドル（約7,000～9,000万円）と平均的な香港映画1本が完成するぐらいの費用が使われた。
- セットはショウ・ブラザーズのスタジオとゴールデン・ハーベストのスタジオの2つを独占して使用し、他の作品の撮影は一時休止となったため、セット代は10億円になった。
- クライマックスの壁がジャッキーに倒れてくるシーンの元ネタは、ジャッキーが大ファンであるバスター・キートンの『キートンの蒸気船 (Steamboat Bill Jr.) 』より。

## DVD

### プロジェクトA2 史上最大の標的 【ユニバーサル・ピクチャーズ・ジャパン】
- 番号：USAD-43516
- 時間：106分
- サイズ：16:9LBシネマスコープ（スクイーズ）
- 字幕：日本語字幕
- 音声
  - 広東語 Dolby Digital 5.1ch
  - 広東語 5.1ch dts
- リージョンコード：2
- 片面2層
- 映像特典
  - オリジナル予告編、ニュートレイラー
  - フォトギャラリー
  - 知る人ぞ知る・スタントの世界
  - プロジェクトA、ポリス・ストーリー/香港国際警察ニュートレーラー

## Blu-ray

### パラマウント デジタル・リマスター版
- 発売日：2011/11/11
- 番号：PBW300015
- 時間：106分
- サイズ：16:9LBシネマスコープ（1080i Hi-Def）
- 字幕
  - 日本語字幕
  - 日本語吹替補助字幕
- 音声
  - 広東語 5.1ch DTS-HD Master Audio
  - 日本語吹替 2.0ch モノラル
- リージョンコード：A
- 2層
- 特典映像
  - オリジナル予告編、最新版予告編
  - フォトギャラリー
  - 知る人ぞ知る・スタントの世界(※画面サイズ4:3)
  - 日本語公開復刻版本編 （広東語音声/日本語吹替)
  - 日本公開版予告篇
  - グッズ・フォトギャラリー

### パラマウント デジタル・リマスター版　エクストリーム・エディション
- 発売日：2014/11/26
- 番号：PPWB-300370
  - 【インターナショナル版本編】
    - 106分

  - 【日本公開版本編】
    - 107分
- サイズ：16:9LBシネマスコープ（1080i Hi-Def）
- 字幕
  - 【インターナショナル版本編】
    - 日本語/吹替用日本語字幕

  - 【日本公開版本編】
    - 日本語字幕（焼き付け字幕）
- 音声
  - 【インターナショナル版本編】
    - 広東語:5.1DTS-HD Master Audio
    - 日本語吹替:2.0chステレオ（新録版）
    - 日本語吹替:2.0chモノラル（フジテレビ版/一部欠落部分は字幕で対応）

  - 【日本公開版本編】
    - 広東語:2.0chモノラル
    - 日本語吹替:2.0chステレオ（新録版）
    - 日本語吹替:2.0chモノラル（フジテレビ版/一部欠落部分は字幕で対応）
- リージョンコード：A
- 2層
- 特典映像
  - Oリング＆リバーシブル仕様ジャケット
  - 日本劇場公開時プレス＆パンフレット復刻版<縮刷版>
  - チャーリー・チャン インタビュー
  - 知るひとぞ知る・スタントの世界
  - 予告編集（オリジナル予告編/インターナショナル版予告編）
  - フォトギャラリー（写真集/スライドショー）
  - グッズ・フォトギャラリー
  - 日本版劇場予告編
  - 日本版TV CM

## パソコンゲーム
- 『プロジェクトA2　史上最大の標的』ポニカ､1987年､MSX2。

旧型PC各機で発売されたプロジェクトAの続編。メインRAM容量64KB以上、VRAM容量128KB以上のMSX2全機種で動作する。20世紀初頭の香港を舞台に、プレイヤーは主人公ジャッキーを操作して、香港を支配する闇の黒幕「西環（サイワン）の虎」と4人の幹部の居場所と突き止めて倒し、香港に平和を取り戻すことがゲームの目的である。街の中で情報やアイテムを集めて謎を解くロールプレイングゲーム (RPG) の要素も含む、カンフーアクションゲームとなっている。同時期のMSX2用アクションゲームの大半が画面切り替え式の中で、高い技術力で任意スクロールを実現していた。